# كوتاهية
مدينة كوتاهية هي عاصمة محافظة كوتاهية تقع في غرب تركيا ويبلغ تعداد سكانها حوالي 166,665 نسمة.

## توأمة
لكوتاهية اتفاقيات توأمة مع كل من:
- أنكينغ
- بافلي
- بيتش

## أشهر أبناء المدينة
- بايكال ساران

## أعلام
- دولت شاه خاتون
- علي باشا حكيم أوغلو
- كراكوز أحمد باشا
- أيدلجا
- كوميتاس
- حسن فهمي قيناي
- مصطفي شيخ اوغلو

## روابط خارجية
- (بالفرنسية) Ministère de la culture et du tourisme de Turquie
- (بالتركية) Site officiel de la municipalité de Kütahya
- (بالتركية) Site officiel de la préfecture de Kütahya